# Glenea anterufipennis
Glenea anterufipennis là một loài bọ cánh cứng trong họ Cerambycidae.